# Helminthascus arachnophthorus
Helminthascus arachnophthorus — вид грибів, що належить до монотипового роду  Helminthascus.